# Калинино (Алатырский район)
Кали́нино (чув. Калинино) — посёлок Алатырского района Чувашской Республики России. Относится к Восходскому сельскому поселению. В посёлке расположена колония-поселение № 8 УФСИН России по Чувашии.

## Географическое положение
Расположен в 10 км к юго-западу от районного центра Алатыря. Ближайшая железнодорожная станция Алатырь расположена там же. Посёлок расположен на правом берегу ручья Мокрого, притока реки Стемас. Вблизи сходятся административные границы трёх регионов: Чувашской Республики — Чувашии, Республики Мордовия и Ульяновской области.

## История
История посёлка началась с хутора, который возник в 1910-е годы на земле П. И. Воротникова после столыпинской реформы и получил название Воротников хутор. 
В 1920 году организована сельскохозяйственная коммуна «Красный Батрак», а хутор получил название Красногвардеец. 
В 1929 или в 1933 году вошел в состав колхоза «Прогресс», но упоминается и самостоятельный колхоз имени Калинина. 
В 1935 году хутор Красногвардеец преобразован в посёлок Калинино. 
В 1955 году колхоз имени Калинина был обособлен. Позже был реорганизован в Калининскую бригаду колхоза «Путь Ильича». 
В 1987 году в посёлке была организована колония-поселение, образовано специальное сельхозпредприятие в системе МВД. Была упразднена Калининская начальная школа.

### Административная принадлежность
До 1927 года посёлок относился к Алатырской волости Алатырского уезда, позже к Ямско-Посадскому (Ям-Посадскому) сельсовету Алатырского района Чувашской АССР. В 1959 году после упразднения Ям-Посадского сельсовета посёлок передан в состав Стемасского сельсовета. В ходе реформы 2004 года вошёл в Восходское сельское поселение.

## Население
| 2010 | 2012 |
| ---- | ---- |
| 353  | ↘35  |

Число дворов и жителей:
- 1911 — 1 двор, 2 человека.
- 1939 — 73 мужчины, 83 женщины.
- 1979 — 81 мужчина, 105 женщин.
- 2002 — 37 дворов, 224 человека: 144 мужчины, 80 женщин.
- 2010 — 25 частных домохозяйств, 353 человека: 249 мужчин, 104 женщины.

Население: русские, мордва (эрзя) и другие.